# Bulletin of the World Health Organization
Bulletin of the World Health Organization – recenzowane czasopismo naukowe publikujące artykuły z zakresu zdrowia publicznego. Istnieje od 1948 roku i jest sztandarowym czasopismem Światowej Organizacji Zdrowia (WHO).
Pierwsze wydanie „Bulletin of the World Health Organization” poświęcono m.in. szczepieniom przeciw ospie prawdziwej, pladze gryzoni na statkach oraz malarii i gruźlicy w Grecji. Jednym z tematów drugiego wydania była epidemia cholery w Egipcie, pierwsza epidemia, z którą musiała zmierzyć się WHO.
Misją czasopisma jest „publikowanie i rozpowszechnianie naukowo rygorystycznych informacji z zakresu zdrowia publicznego o międzynarodowym znaczeniu, które umożliwiają decydentom, badaczom i praktykom być bardziej skutecznymi; jego celem jest poprawa zdrowia, w szczególności populacji znajdujących się w trudnej sytuacji”.
Na łamach periodyku ukazują się:
- aktualności,
- edytoriale,
- prace badawcze,
- przeglądy systematyczne,
- sekcja „perspektywy”,
- komentarze,
- sekcja „lekcje z dziedziny”,
- debaty,
- sekcja „polityka i praktyka”.

„Bulletin of the World Health Organization” ukazuje się co miesiąc w języku angielskim, abstrakty są tłumaczone na pięć języków: arabski, chiński, rosyjski, francuski i hiszpański. Cała jego zawartość jest udostępniania na zasadach otwartego dostępu. Każde wydanie czasopisma liczy około 80 stron, a jego średni nakład wynosi 6000 egzemplarzy rozprowadzanych w 193 państwach. Redaktorem naczelnym jest Laragh Gollogly.
W 2015 roku periodyk został zacytowany 13 261 razy, a jego impact factor za ten rok wyniósł 5,296, co uplasowało go na 11. miejscu na 173 czasopisma w kategorii „zdrowie publiczne, środowiskowe i zawodowe”. Na polskiej liście czasopism punktowanych przez Ministerstwo Nauki i Szkolnictwa Wyższego z 2015 roku „Bulletin of the World Health Organization” przyznano 45 punktów. SCImago Journal Rank czasopisma za 2015 rok wyniósł 2,819, dając mu 9. miejsce na 464 czasopisma w kategorii „zdrowie publiczne, środowiskowe i zawodowe”.